# Katie Featherston
Katie Dianne Featherston (ur. 20 października 1982 r. w Teksasie) – amerykańska aktorka.

## Życiorys
Urodziła się w stanie Teksas; ma dwoje młodszego rodzeństwa − siostrę i brata. Studiowała aktorstwo na Southern Methodist University (SMU) w miejscowości University Park. W 2005 roku zdobyła tytuł licencjata ze sztuki; w krótkim czasie przeniosła się do Los Angeles w Kalifornii.
Po występie w wydanym na rynku DVD dreszczowcu akcji Mutation (2006), Featherston zaangażowała się w produkcję horroru Paranormal Activity (2007). Podobnie jak aktor Micah Sloat, na casting do filmu trafiła poprzez odpowiedź na ogłoszenie zamieszczone przez twórców na stronie internetowej craigslist. Zarówno Sloatowi, jak i Featherston, która do tego momentu pracowała jako kelnerka w restauracji Buca di Beppo w Universal CityWalk (gmach Universal Studios), w udziale przypadły główne role. Paranormal Activity, choć nakręcony w roku 2007, z szeroką dystrybucją, a co za tym idzie − sukcesem komercyjnym, spotkał się dopiero dwa lata później. Gdy zyski z promocji filmu przekroczyły ponad sto milionów dolarów, aktorce zapłacono 10 mln $. W 2010 Featherston powtórzyła rolę Katie w sequelu, Paranormal Activity 2.
Październikiem 2009 Featherston podpisała kontrakt z agencją talentów Agency for the Performing Arts (APA). Reprezentowana jest również przez Elevate Entertainment.
Artystka twierdzi, że jest fanką horrorów, a wśród ulubionych filmów z tegoż gatunku wymienia Egzorcystę (1973), Szczęki (1975) i Candymana (1992).

## Filmografia
- Mutation (2006) jako Melissa
- Paranormal Activity (2007) jako Katie
- Walking Distance (2009) jako Elspeth
- Paranormal Activity 2 (2010) jako Katie
- Paranormal Activity 3 (2011) jako Katie
- Paranormal Activity 4 (2012) jako Katie
- Paranormal Activity: Naznaczeni (2014) jako Katie

## Nagrody i wyróżnienia
- 2007, Screamfest:
  - nagroda Festival Trophy w kategorii najlepsza aktorka za rolę w Paranormal Activity